# Beytocan

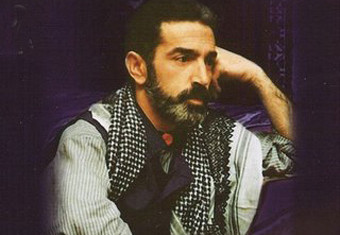
Beytocan (2020)

Beytocan (* 1. Oktober 1955 in Silvan, Diyarbakır; † 12. September 2023 in Stockholm, Schweden; bürgerlich Beytullah Güneri) war ein kurdischer Musiker und Songwriter türkischer Staatsangehörigkeit.

## Leben und Karriere
Güneri wurde am 1. Oktober 1955 in Silvan, Provinz Diyarbakır geboren und zog mit seiner Familie ins Zentrum von Diyarbakır, als er sieben Jahre alt war. Nach dem Militärputsch von 1980 wurde er zu 15 Jahren Gefängnis verurteilt und 1987 freigelassen. Anschließend ließ Güneri sich in Istanbul nieder.
Weil Kurdische Musik zu dieser Zeit in der Türkei verboten war, und auch auf Anraten des Künstlers Selami Şahin nahm Güneri das Pseudonym „Beytocan“ an und begann, seine Werke unter diesem Namen zu veröffentlichen, unter anderem das satirische Album 21 March Yan Mirin, Yan Diyarbekir, das heimlich unter militanten Kurden kursierte.
Güneri verließ die Türkei in den 1990er-Jahren aus politischen Gründen und ließ sich in Schweden nieder. Nach 23 Jahren entschloss er sich in die Türkei zurückzukehren, kehrte aber bald darauf nach Schweden zurück.

## Tod
Im Jahr 2021 wurde bei ihm Krebs diagnostiziert. Güneri starb am 12. September 2023 im Alter von 68 Jahren in Schweden, wo er auch begraben werden wollte.

## Zitat
Güneri sagte einmal, sein Wunsch würde darin bestehen, dass Kurdistan frei sei und dass das kurdische Volk frei lebe. Das gab sein Bruder Adar Can in einer Videoaufzeichnung bekannt.

## Diskografie

### Alben
- 1992: Axinate Nalina Mın
- 1995: Hoy Hoy Limın
- 2001: Te Nadın Mın
- 2001: Bist û yekê adarê
- 2011: Etuna Dilê Mın

### Singles (Auswahl)
- 1992: Agir Ketiye Dilê Min
- 1992: Her Tişt Vire
- 1992: Lo Dilo
- 1992: Ha Lêxin
- 2001: Zinga Zinga Dile Min
- 2001: Ez Bimirim
- 2001: Gula Min
- 2011: Heci